# Alghoza

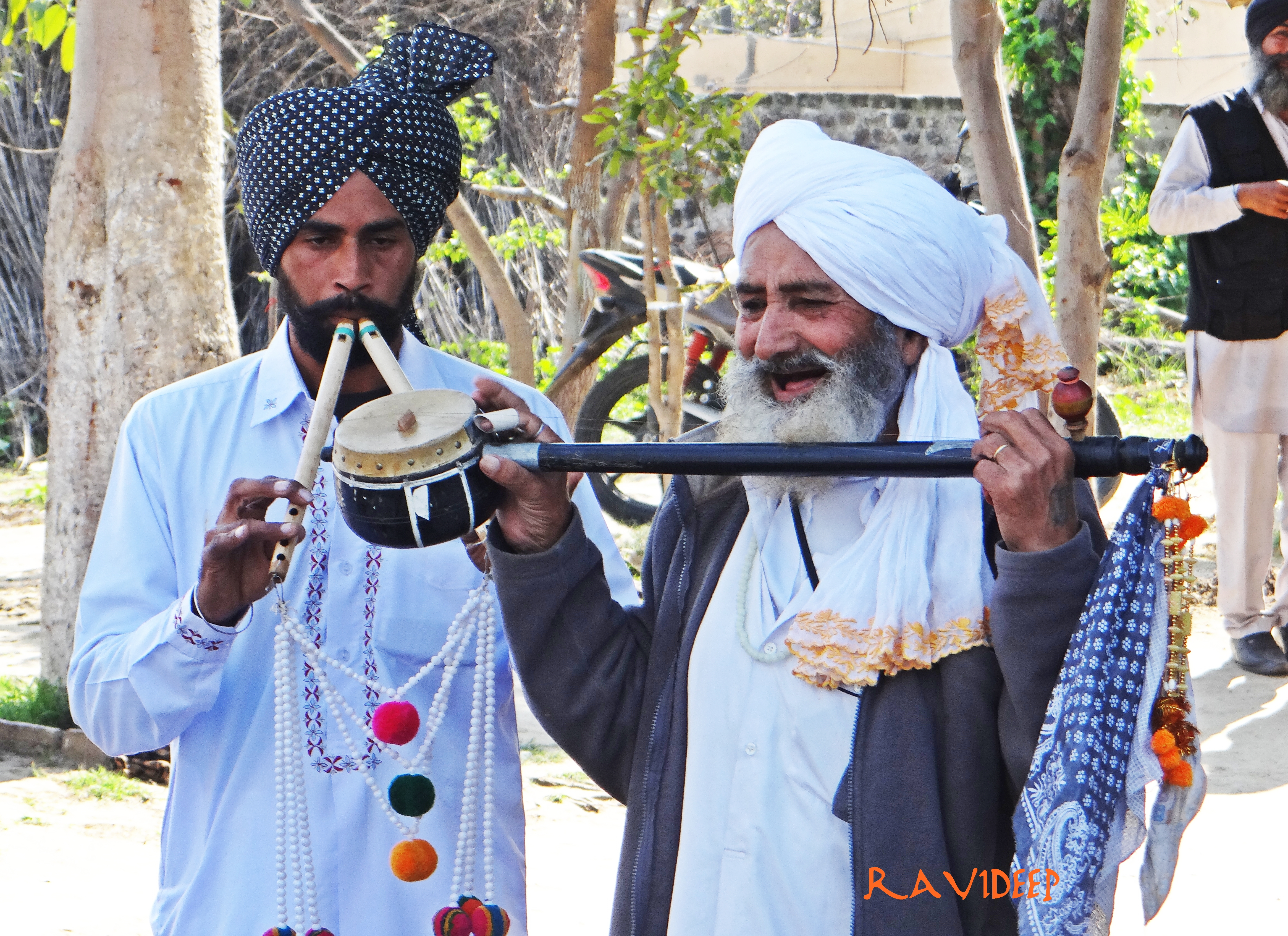
Toonba and Alghoza

L'alghoza ou algoza (al-joza signifie le couple) est un instrument de musique à vent de l'Inde et du Pakistan. C'est une flûte à bloc double.

## Facture
C'est une flûte à conduit, avec une embouchure de flûte à bec. Elle est constituée d'une paire de segments de bambou ou de bois, percé l'un de huit trous (bourdon), et l'autre de douze (mélodie). L'accord diatonique est obtenu en bouchant à la cire les trous inutiles. Des éléments décoratifs (anneaux de métal ou pompons) ne sont pas rares.

## Jeu
Le musicien met en bouche simultanément les deux becs et y souffle à l'aide de la technique de la respiration circulaire. Certains musiciens sont capables de jouer avec quatre tuyaux en même temps.
C'est surtout la musique folklorique du Sind et du Punjab qui est jouée sur cet instrument, souvent accompagné du luth tampura, du tambour dholak et de la percussion ghara.

## Liens
- (en) Instruments pakistanais